# 広島市立可部中学校
広島市立可部中学校（ひろしましりつかべちゅうがっこう）は、広島県広島市安佐北区可部七丁目にある公立中学校。

## 歴史
- 1942年（昭和22年）4月15日 - 可部町立可部中学校として開校
- 2023年（令和5年） - 制服変更

## 出身小学校
ほとんどの生徒が可部小学校と可部南小学校の卒業生。
バレーボール部が強いので他の学区（亀山・三入など）から来る生徒もいる。

## アクセス
JR可部線の可部駅から徒歩20分程。
可部中学校前で下車、バス停から徒歩1分程。

## 著名な出身者
- 今中大介 - 元自転車ロードレース選手、近代ツール・ド・フランスの日本人初の参加選手
- 北桜英敏 - 大相撲力士、元幕内。現式秀親方
- 豊桜俊昭 - 大相撲力士、元幕内。
- 戸田菜穂 - 日本の女優。ホリプロ所属。
- 木村文子 - 元陸上選手
- 閑田千尋 - バレーボール選手（群馬グリーンウイングス）
- 門田湖都 - バレーボール選手（群馬グリーンウイングス）